# Wangdun (sockenhuvudort i Kina, Jiangxi Sheng, lat 29,34, long 116,26)
Wangdun är en sockenhuvudort i Kina. Den ligger i provinsen Jiangxi, i den sydöstra delen av landet, omkring 82 kilometer nordost om provinshuvudstaden Nanchang. Antalet invånare är 42 097. Befolkningen består av 21 761 kvinnor och 20 336 män. Barn under 15 år utgör 26,0 %, vuxna 15-64 år 67 %, och äldre över 65 år 6,0 %.
Runt Wangdun är det tätbefolkat, med 266 invånare per kvadratkilometer. Närmaste större samhälle är Tutang, 15,3 km öster om Wangdun. Trakten runt Wangdun består till största delen av jordbruksmark.
Genomsnittlig årsnederbörd är 2 294 millimeter. Den regnigaste månaden är maj, med i genomsnitt 338 mm nederbörd, och den torraste är januari, med 74 mm nederbörd.